# 川西北郵便局
川西北郵便局（かわにしきたゆうびんきょく）は、兵庫県川西市にある郵便局。民営化前の分類では集配普通郵便局であった。

## 概要
住所：〒666-0199 兵庫県川西市東畦野2-8-1

## 沿革
- 1882年（明治15年）11月27日 - 多田院（ただいん）郵便局（五等）として開設[1]。
- 1885年（明治18年）10月1日 - 貯金取扱を開始。
- 1890年（明治23年）4月1日 - 多田郵便局に改称。
- 1899年（明治32年）12月16日 - 為替取扱を開始。
- 1969年（昭和44年）7月25日 - 電話交換および和文電報配達業務を川西多田電報電話局に移管[2]。
- 1970年（昭和45年）9月16日 - 川西市多田院から同市向陽台一丁目に移転。
- 1975年（昭和50年）2月1日 - 特定郵便局から普通郵便局に局種別改定するとともに、川西北郵便局に改称。
- 1985年（昭和60年）11月18日 - 川西市向陽台一丁目から、同市東畦野に局舎を新築、移転。
- 1998年（平成10年）9月1日 - 外国通貨の両替および旅行小切手の売買に関する業務取扱を開始。
- 2007年（平成19年）10月1日 - 民営化に伴い、併設された郵便事業川西北支店に一部業務を移管。
- 2012年（平成24年）10月1日 - 日本郵便株式会社発足に伴い、郵便事業川西北支店を川西北郵便局に統合。

## 取扱内容
- 郵便、印紙、ゆうパック、内容証明
- 貯金、為替、振替、振込、国際送金、外貨両替・トラベラーズチェック、国債、投資信託
- 生命保険、バイク自賠責保険、自動車保険、がん保険
- 地方公共団体事務（兵庫県住宅再建共済基金利用申込取次事務）
- ゆうちょ銀行ATM
- 川西市内の一部地域および宝塚市内の一部地域（〒666-01xxの区域）の集配業務
- ゆうゆう窓口

## 周辺
- 大阪青山短期大学北摂キャンパス
- 川西ゴルフ倶楽部

## アクセス
- 能勢電鉄妙見線 畦野駅から徒歩約4分
- 阪急バス 畦野駅停留所下車
- 阪神高速11号池田線 池田木部第二出入口から北へ約6km
- 国道173号（能勢街道） 東畦野交差点を東に折れてすぐ
- 駐車場あり：15台